# Sarrebourg
Sarrebourg (germană Saarburg) este un oraș în nord-estul Franței, sub-prefectură a departamentului Moselle, în regiunea Lorena, pe cursul râului Saar. Este un important oraș de garnizoană și are o populație de 14.000 locuitori.
1. ↑  répertoire géographique des communes, accesat în 26 octombrie 2015
2. ↑  dataset of postal codes in France, 1 octombrie 2018